# يوم البيرة العالمي
يوم البيرة العالمي (بالإنجليزية: International Beer Day) (IBD) هو احتفال في أول جمعة من كل شهر أغسطس، تأسس في عام 2007 في سانتا كروز, كاليفورنيا من قبل جيسي أفشالوموف. منذ نشأته، نما يوم البيرة الدولي من حدث محلي صغير في غرب الولايات المتحدة إلى احتفال عالمي يمتد إلى 207 مدينة و 80 دولة و 6 قارات. على وجه التحديد، اليوم العالمي للبيرة له ثلاثة أغراض معلنة:
1. للتجمع مع الأصدقاء والاستمتاع بمذاق البيرة.
2. للاحتفال بالمسؤولين عن تخمير البيرة وتقديمها.
3. لتوحيد العالم تحت راية البيرة، من خلال الاحتفال ببيرة جميع الدول معًا في يوم واحد.[3]

## احتفال
يتم تشجيع المشاركين على تقديم «هدية البيرة» لبعضهم البعض عن طريق شراء مشروبات بعضهم البعض، والتعبير عن امتنانهم لمصنعي الجعة والسقاة وفنيي البيرة الآخرين. وفقًا للروح الدولية للعطلة، يُقترح أيضًا أن يخرج المشاركون من منطقة الراحة المحلية / المحلية الخاصة بهم وتذوق بيرة من ثقافة أخرى.

## شعبية
بدأ يوم البيرة العالمي كاحتفال في الحانة المحلية للمؤسسين، لكنه توسع منذ ذلك الحين ليصبح حدثًا عالميًا. يتم التخطيط للاحتفالات في جميع أنحاء الولايات المتحدة وكذلك في الأرجنتين وأرمينيا وأستراليا والنمسا وبلجيكا والبرازيل وبلغاريا وكمبوديا وكندا وكولومبيا وكوستاريكا والسلفادور وإنجلترا وفنلندا وفرنسا وألمانيا واليونان وهندوراس وهونغ كونغ، المجر، الهند، أيرلندا، إسرائيل، إيطاليا، اليابان، لاتفيا، لبنان، ليتوانيا، لوكسمبورغ، مقدونيا، ماليزيا، المكسيك، نيوزيلندا، نيكاراغوا، النرويج، بيرو، بولندا، البرتغال، بورتوريكو، رومانيا، اسكتلندا، صربيا، سنغافورة وسلوفاكيا وسلوفينيا وجنوب إفريقيا وإسبانيا وسريلانكا والسويد وتايلاند وهولندا والفلبين وتركيا وأوغندا وأوكرانيا والإمارات العربية المتحدة وأوروغواي وفانواتو وفنزويلا.
تشمل الأشكال الشائعة لفعاليات يوم البيرة العالمي ما يلي: التنصت على أنواع جديدة أو نادرة من البيرة، وساعات السعادة طوال اليوم، ورحلات البيرة، وليالي التوافه، والشرب الشراعي والألعاب الأخرى (مثل بيرة البيرة), وأزواج البيرة / الطعام، وهدايا معدات البيرة.

## تغيير التاريخ
من عام 2007 حتى عام 2012, تم الاحتفال بيوم البيرة العالمي في 5 أغسطس. بعد يوم البيرة العالمي 2012, أجرى المؤسسون استطلاعًا للمشجعين واختاروا نقل العطلة إلى أول جمعة في أغسطس.

## روابط خارجية
- الموقع الرسمي